# Feindflug
Feindflug is een Duitse industrial/EBM-band, opgericht in 1995. De muziek is vrijwel geheel instrumentaal en behoorlijk ruig, er wordt veel gebruikgemaakt van samples. De band is in het verleden regelmatig onder vuur komen te liggen vanwege vermeende neonazi sympathieën, die ze zelf altijd ontkend hebben. De thema's die in de muziek en op cd-covers terugkeren zijn dictatoriale regimes, de doodstraf, oorlog en in het bijzonder het Derde Rijk van Adolf Hitler. Het nummer Stukas im Visier doet vermoeden dat het dwepen met nazistische symbolen niet al te serieus genomen moet worden; de Stuka was een beroemde Duitse bommenwerper die door de nazi's gebruikt werd. Maar door nummers zoals Rote Schnee (rode sneeuw), een nummer dat over de verloren slag om Stalingrad gaat, wordt de aanklacht verzacht.
Buiten Duitsland is de band niet heel bekend, hoewel ook in Nederland en in de Verenigde Staten fanclubs gevestigd zijn.

## Live
Op het podium staan anti-stranding kruizen en een luchtafweergeschut met een stroboscoop in de loop. De band heeft geen frontzanger, er wordt alleen gebruikgemaakt van samples. Sommige van de bandleden zijn in gevechtsuniform gestoken.

## Discografie
| Jaar | Release                                                                                     | Verschijningsvorm | Label            | Vertaling                       |
| ---- | ------------------------------------------------------------------------------------------- | ----------------- | ---------------- | ------------------------------- |
| 1997 | Feindflug (10. August 1940) "Erste Version" (30 stuks)                                      | cd-r              | eigen productie  | Feindflug, eerste versie        |
| 1997 | Feindflug (10. August 1940) "Zweite / Dritte Version" (gelimiteerd tot 30 / 100 exemplaren) | cd-r              | eigen productie  | Feindflug, tweede/ derde versie |
| 1998 | I./St.G.3                                                                                   | MCD               | VAWS (204)       |                                 |
| 1999 | Feindflug "Vierte Version"                                                                  | cd                | Black Rain (001) | Feindflug, vierde versie        |
| 1999 | Im Visier                                                                                   | MCD               | Black Rain (003) | In het visier                   |
| 2000 | Sterbehilfe                                                                                 | MCD               | Black Rain (008) | Stervensbegeleiding             |
| 2002 | Hirnschlacht                                                                                | CD                | Black Rain (012) | Hersensslachting                |
| 2003 | I./St.G.3 (Phase 2)                                                                         | MCD               | Black Rain (016) |                                 |
| 2004 | Kollaboration                                                                               | LP (Remix)        | Black Rain (020) | Collaboratie                    |
| 2005 | Volk und Armee                                                                              | CD                | Black Rain (026) | Volk en leger                   |
| 2006 | We'll F*** You Up! (feat. Supreme Court)                                                    | Split             | Black Rain (031) |                                 |
| 2006 | ...hinter feindlichen Linien                                                                | dvd               | Black Rain (034) | .... achter vijandige linies    |